# Списак дневних листова у Србији
Листа новина у Републици Србији.
- Политика
- Вечерње новости
- Блиц
- Данас
- Нова
- Дневник
- 24 сата
- Курир
- Српски телеграф
- Прес
- Наше новине
- Правда
- Информер
- Ало!
- Спорт
- Спортски журнал
- Koha Ditore - на албанском језику
- Мађар Со - на мађарском језику
- Руске слово - на русинском језику
- Хлас Људу -  на словачком језику
- Либертатеа - на румунском језику
- Хрватска ријеч - на хрватском језику